# بخش سنگاردی
بخش سنگاردی (به انگلیسی: Sangareddy district) یک منطقهٔ مسکونی در هند است که در تلانگانا واقع شده‌است. بخش سنگاردی ۴٬۴۶۴٫۸۷ کیلومتر مربع مساحت و ۱٬۵۲۷٬۶۲۸ نفر جمعیت دارد.